# Chiraftei
Chiraftei – wieś w Rumunii, w okręgu Gałacz, w gminie Măstăcani. W 2011 roku liczyła 2491 mieszkańców.